# Hilmar der Jüngere von Münchhausen

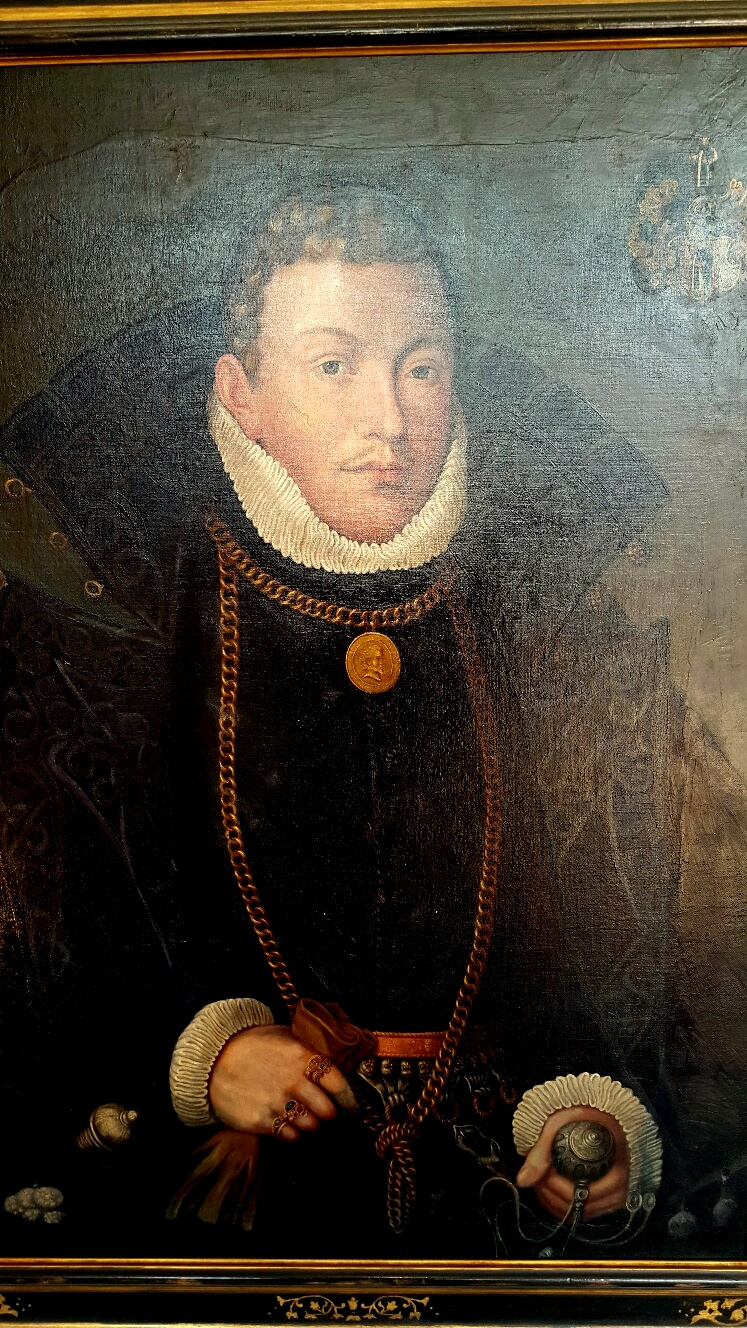
Hilmar der Jüngere von Münchhausen (1558–1617), um 1580

Hilmar der Jüngere von Münchhausen (* 1558; † 4. Mai 1617 in Rinteln) war ein deutscher Adliger aus dem Geschlecht der Münchhausen. Er vollendete das Schloss Schwöbber, erbaute das Schloss Wendlinghausen und gehört – wie auch sein Vater, sein Bruder Statius, die Brüder seiner Frau sowie einige seiner Schwiegersöhne – zu den bedeutenden Bauherren der Weserrenaissance.

## Leben
Hilmar d. J. wurde 1558 als fünfter Sohn und sechstes von acht Kindern des königlich spanischen Obristen Hilmar von Münchhausen (1512–1573) und der Lucia von Reden (ca. 1525–1583) geboren. Sein Vater erwarb sich als europaweit agierender Söldnerführer ein großes Vermögen und kaufte hiermit etliche Güter im heimatlichen Weserbergland sowie das Kloster Leitzkau bei Magdeburg. Nach dem Tode des Vaters erloste Hilmar der Jüngere bei der Erbteilung 1574 die Güter in Schwöbber und Rinteln.

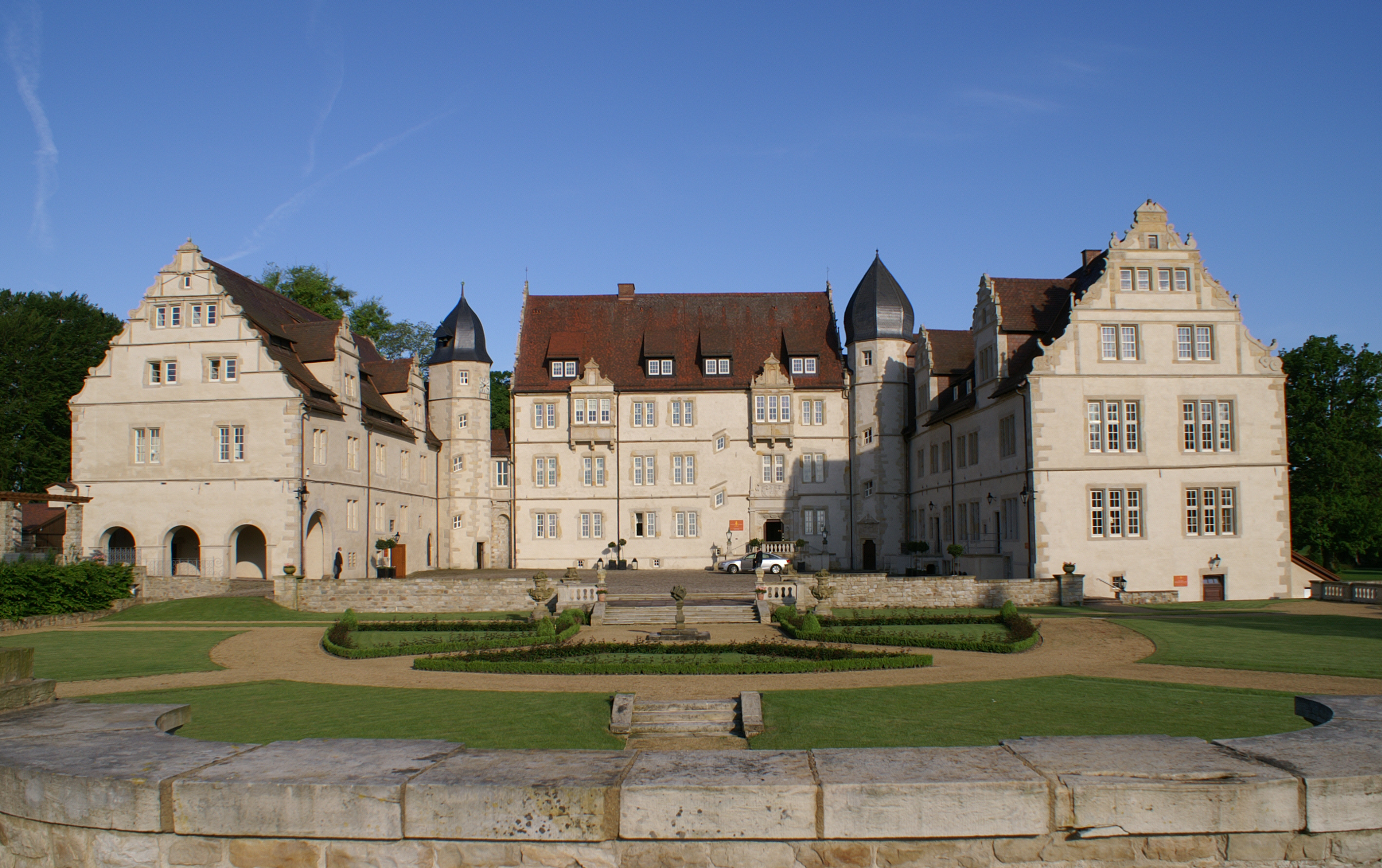
Schloss Schwöbber

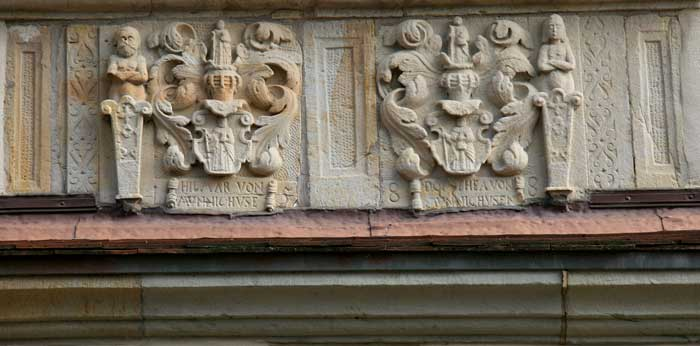
Allianzwappen der Eheleute Hilmar d. J. von Münchhausen aus dem Hause Rinteln (1558–1617), schwarze Linie, und Dorothea von Münchhausen (1568–1624) aus dem Hause Apelern-Lauenau-Oldendorf, weiße Linie, am Torhaus von Schwöbber

In Schwöbber hatte sein Vater bereits 1564 aus einigen zuvor verpachteten Bauernhöfen ein Rittergut gebildet und die landesfürstliche Genehmigung zur Errichtung eines Castrums – eines adligen Sitzes – erbeten, da er die nahe gelegene Domänenburg Aerzen nur als kündbares Pfand besaß. Ab etwa 1570 ließ dieser von Cord Tönnies den Mitteltrakt des Schlosses Schwöbber planen und beginnen, den die Witwe Lucia nach seinem Tode vollendete. Hilmar d. J. baute dann ab 1588 den Torflügel an, 1602–1607 den nördlichen Teichflügel, und erweiterte so das Schloss zu einer Dreiflügelanlage (durch einen vierten, dem Schloss gegenüberliegenden Wirtschaftstrakt bildete es einst ein Karree).
Über der Toreinfahrt befindet sich ein Allianzwappen, nämlich das der schwarzen Linie Hilmars des Jüngeren und das der weißen Linie seiner Ehefrau Dorothea von Münchhausen (1568–1624). Diese hatte drei Brüder: Claus von Münchhausen auf Apelern – das dortige Schloss hatte ihr Vater Börries (1515–1583) errichtet –, Otto von Münchhausen (1561–1601) auf Lauenau, der von 1596 bis 1600 das dortige Schloss Schwedesdorf errichten ließ, sowie Ludolf von Münchhausen auf Hessisch Oldendorf, der von 1599 bis 1611 den bereits von seiner Mutter Heilwig Büschen begonnenen dortigen Münchhausenhof vollendete und gleichzeitig das Rittergut Remeringhausen begründete.
1578 studierte Hilmar d. J. an der Ruprecht-Karls-Universität Heidelberg zur Zeit einer lutherischen Reaktion gegen den dortigen Calvinismus; für seine Unterstützung erhielt er eine güldene Gnadenkette mit Melanchthon-Medaillon. Ebenso wie sein humanistisch und theologisch gelehrter Schwager Ludolf und seine weiteren Brüder und Vettern aus der Generation nach den Landsknechtsführern, hatte er Anteil an jener „späthumanistischen Standeskultur, die akademische Bildung voraussetzte“.
1590 wurde er vom Bischof von Minden zum Drost des Amtes Reineberg ernannt. Wie zuvor schon sein Vater und sein Großvater Stacius von Münchhausen war er Pfandinhaber von Aerzen, wo er 1593 auch das Drostenamt erhielt. Er lebte mit seiner Familie auf der Aerzener Domänenburg, später auch in Schwöbber. 1603 wurde er vom Stift Möllenbeck mit dem halben Amt Rottorf belehnt und kaufte von seinem Bruder Kurt (1560–1604) das Gut Wendlinghausen, das dieser vom Vater geerbt hatte. Kurt hatte kurz zuvor (1602) von einem Vetter aus der weißen Linie das Gut Haddenhausen erworben, das nach seinem Tode 1610 Hilmar der Jüngere als Vormund von Kurts Kindern an seinen Schwiegersohn Johann von dem Bussche (1570–1624) verkaufte. Dieser ließ den Bau des bis heute bestehenden Schlosses Haddenhausen beginnen, das seine Witwe, Hilmars Tochter Lucia Dorothea (1589–1651), nach seinem Tode vollendete.

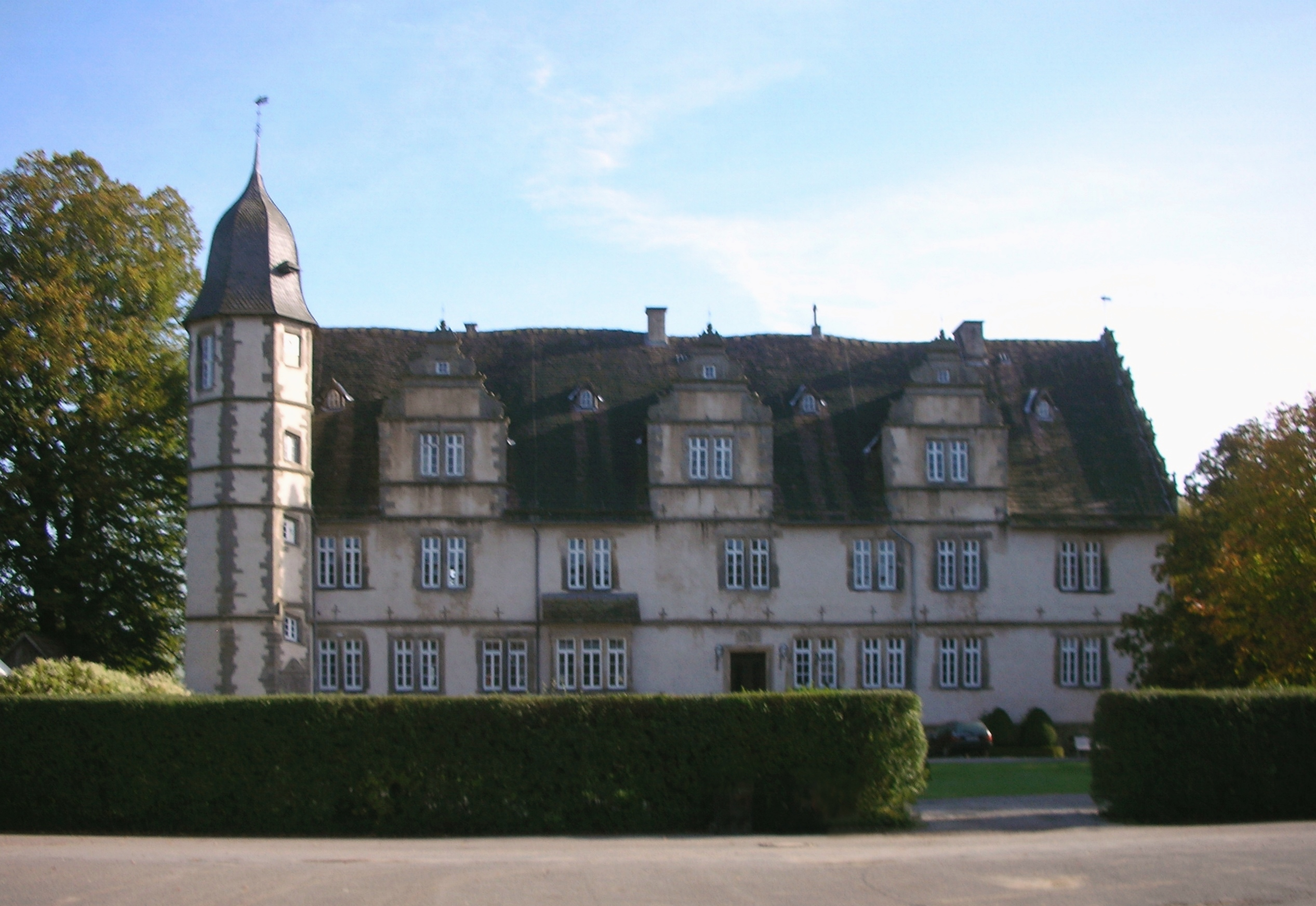
Schloss Wendlinghausen

In Wendlinghausen ließ Hilmar d. J. von 1613 bis 1616 ein – bis heute wenig verändertes – Wasserschloss errichten, das sein Urenkel 1730 an die verwandten von Reden verkaufte, die es bis heute besitzen.
Hilmar der Jüngere von Münchhausen galt als lebenslustig, aber auch religiös und soll seine vielen Kinder mit Strenge erzogen haben. Für seinen in Bergbau- und Kreditgeschäften engagierten älteren Bruder Statius von Münchhausen übernahm er gutmütig hohe Bürgschaften, auf die seine Söhne nach Statius’ Konkurs 1619 noch jahrzehntelang zahlen mussten.

## Ehe und Kinder
Hilmar d. J. ist der Stammvater aller noch lebenden Münchhausen der schwarzen Linie; er hatte mit seiner Frau Dorothea, geb. von Münchhausen aus dem Hause Apelern-Lauenau-Oldendorf aus der weißen Linie, (der Autorin eines – nicht überlieferten – Buches über christliche Kindererziehung) 17 Kinder, die in den Ahnentafeln vieler niedersächsischer Adelsgeschlechter erscheinen, darunter:
- Heinrich Hilmar (* 1586 † 1635) ⚭ 1617 Anna Dorothea v. der Wense aus dem Hause Holdenstedt (1 Tochter, jung verstorben); er kaufte 1618 – zusammen mit seinen Brüdern – dem in Konkurs gegangenen Onkel Statius die Herrschaft Leitzkau für 170.000 Taler ab und verwaltete sie bis zu seinem Tode. Während der Zerstörung Magdeburgs 1631 litt das nahe Leitzkau stark unter Einquartierungen, Plünderungen und Bränden.
- Liborius (Börries) (* 1587 † 1646) ⚭ Anna Dorothea v. Kerssenbrock a.d.H. Barntrup; Herr auf Rinteln, Schwöbber und Voldagsen, Pfandherr in Aerzen, Drost zu Bückeburg. Sie hatten 14 Kinder, darunter Hilmar (ca. 1633–1689), den Großvater des „Lügenbarons“ Hieronymus.
- Lucia Dorothea (* 1589 † 1651) ⚭ Johann von dem Bussche, Herr auf Lohe und seit 1610 auf Haddenhausen; das Ehepaar erbaute in Haddenhausen das bis heute erhaltene Schloss.
- Hedwig (* 1590 † 1653) ⚭ Gerhard Clamor von dem Bussche, Herr auf Hünnefeld; das Ehepaar erbaute von 1610 bis 1613 in Hünnefeld das bis heute stehende Schloss als „zweites Schwöbber“ in frühbarocken Formen.
- Elisabeth (* 1591 † 1654) ⚭ Georg v. Spiegel zu Peckelsheim, Herr auf Schweckhausen

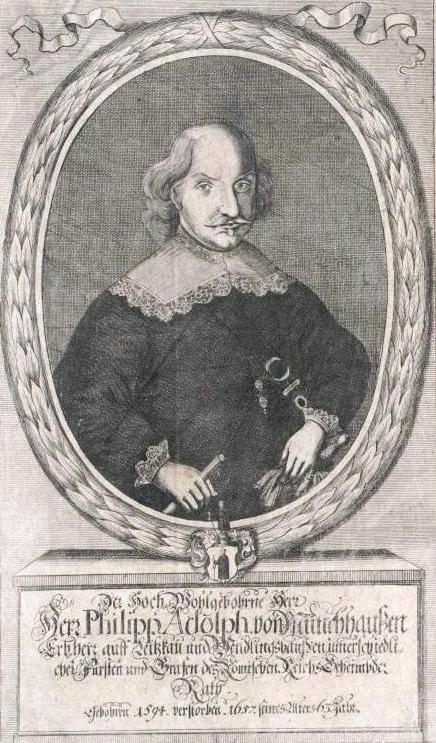
Philipp Adolph von Münchhausen (1593–1657)

- Philipp Adolph (* 1593 † 1657) studierte von 1609 bis 1613 in Gießen, u. a. Theologie bei Mentzer und dann bis 1616 am Collegium illustre in Tübingen, u. a. bei Hafenreffer. 1624 übernahm er das Gut Wendlinghausen und 1629 pachtweise das Amt Elbingerode (Harz) mit den Eisenbergwerken, die einst sein Onkel Statius betrieben hatte, für dessen Schuldentilgung er nun bis 1651 die Erträge verwenden musste. Er war auch Gesandter des Herzogs von Braunschweig sowie Berater (und persönlicher Freund) des Grafen Anton Günther von Oldenburg, der ihm in Middoge bei Jever neueingedeichtes Marschland schenkte (bis 1735 in der Familie). 1638 übernahm er nach dem Tode seines ältesten Bruders das vom Dreißigjährigen Krieg verheerte Leitzkau und brachte es wieder hoch, mit Hilfe eines Kredits von Anton Günther in Höhe von 6.000 Talern. Er verfasste das Buch „Geistliche Kinder-Milch oder Einfältiger Christen Haus-Apotheke“, eine Erbauungsschrift (1. Auflage 1645, 3. Auflage 1710). ⚭ I. Lucie Fredeke v. Kerssenbrock (* 1615 † 1640), ⚭ II. Magdalene v. Heimburg a.d.H. Nordgoltern (* 1622 † 1681), 16 Kinder, darunter Christoph Friedrich auf Althaus Leitzkau und Gerlach Heino (1652–1710) auf Wendlinghausen; aus der Ehe des Letzteren mit Katharina Sophie v. Selmnitz a.d.H. Steinburg, Erbin von Straußfurt, stammten Ernst Friedemann (1686–1762), weimarischer Hofmarschall und Erwerber von Herrengosserstedt, der kurhannoversche Premierminister Gerlach Adolph (1688–1770) sowie der kurhannoversche Minister und Leiter der Deutschen Kanzlei in London, Philipp Adolph (1694–1762).
- Dorothea (* 1593 † 1657) ⚭ Claus Spiegel zum Desenberg, Herr auf Ovelgönne und Aldorpsen.
- Mette (* 1596 † 1651) ⚭ Burchard v. Steinberg[2], Herr auf Brüggen.
- Gertrud (* 1599 † 1680) ⚭ I. Johann v. Haaren auf Laar, Hoopen u. Krollage; ⚭ II. Johann Heinrich Voss; Herr auf Deich u. Hamme, Burgmann zu Quakenbrück.
- Anna Maria (* 1601 † …) ⚭ Johann v. Grapendorff, Herr auf Lübbecke und Grapenstein.[3]
- Katharina Magdalena (* 1601 † …) ⚭ Heinrich von Lutten, Herr auf Lage
- Hedwig (* 1613 † 1677) ⚭ I. Falko Arend v. Oeynhausen a.d.H. Grevenburg; II. Gerd v. Bardeleben, Herr auf Rinteln und Strückhausen, Landdrost zu Neuenburg.
- Hilmar (* 1614 † 1641) ⚭ Magdalene Agnes v. Reden a.d.H. Friedland. Er wurde, zwei Wochen nach seiner eigenen Hochzeit, auf der Hochzeit seines Vetters Börries v. Wrisberg mit Elisabeth Dorothea v. Hagen 1641 von Ernst v. Wartensleben beim Tanz erstochen, nachdem er diesem (der als einziger mit Hut tanzte) an den Hut geschlagen hatte.